# أمل إبراهيم الزياني
أمل إبراهيم محمد الزياني (ولدت في 1942 في المحرق، البحرين) باحثة ومؤلفة ودبلوماسية بحرينية. تعد أول مؤلفة بحرينية ألفت كتابا مطبوعا.

## النشأة والتعليم
حصلت على بكالوريوس في العلوم السياسية من كلية الاقتصاد والعلوم السياسية بجامعة بغداد. ثم حصلت على ماجستير في العلوم السياسية من جامعة القاهرة (فرع العلاقات الدولية). ثم حصلت على دكتوراه فلسفة في العلوم السياسية (فرع العلاقات الدولية بجامعة القاهرة من كلية الاقتصاد والعلوم السياسية).

## المسيرة المهنية
عملت الزياني في وزارة الخارجية في العام 1972 وبالتالي أصبحت أول امرأة بحرينية تعمل في السلك الدبلوماسي بعد عام واحد من تأسيس الوزارة عند نيل المملكة استقلالها عام 1971 كما أنها أول وزيرة مفوضة في وزارة الخارجية حتى عام 2002.
مثلت البحرين في عشرات الاجتماعات والمؤتمرات العربية والدولية في الكثير من الدول منها روما وبروكسل وتونس ولوكسمبورغ وأثينا. كما مثلت البحرين في اللجنة الثالثة للقضايا الإنسانية والاجتماعية وحقوق الإنسان.
كانت مقررة للجنة الثقافية في الحوار العربي الأوروبي (1975-1977) (بين الدول الأعضاء في جامعة الدول العربية ومجموعة السوق الأوروبية المشتركة آنذاك).
تحمل عضوية اللجان والجمعيات الاجتماعية والعلمية:
- عضوة مؤسسة في الأمانة العامة للمؤسسة الوطنية لخدمات المعاقين من 1989.[6]
- عضوة اللجنة الوطنية للمرأة في البحرين 1994.
- عضوة لجنة البحوث التابعة للجنة الوطنية للأسرة في البحرين 1994.
- عضوة جمعية التاريخ والآثار البحرينية منذ 1981.
- عضوة مؤسسة في جمعية التاريخ والآثار لدول مجلس التعاون الخليجي 1997.
- عضوة نادي الخريجين ورئيسة اللجنة الثقافية في الفترة من 1990-1992.
- عضوة جمعية نهضة فتاة البحرين ومشاركة ببرنامج محو الأمية في 1975.
- عضوة مؤسسة في الجمعية الخليجية للإعاقة منذ العام 1999.
- عضوة معهد المرأة العالمي في فرجينيا منذ 1996.
- عضوة المرأة في الأمن الدولي منذ 1996.
- عضوة الأمانة العامة لدار الحكمة في بغداد منذ 1998.
- عضوة الجمعية البحرينية لمقاطعة التطبيع مع العدو الصهيوني منذ أغسطس 2006.
- عضوة الجمعية البحرينية للشفافية منذ ديسمبر 2005.
- عضوة إدارية لجمعية المرأة المعاصرة 2004 ورئيسة لجنة المرأة.
- عضوة مؤسسة لرابطة خريجي كلية الاقتصاد والعلوم السياسية - القاهرة 2003.

كما شاركت الزياني في حوار التوافق الوطني الذي انعقد إثر قيام احتجاجات عام 2011 من قبل المعارضة الشيعية واليسارية والتي بدأت سلمية ثم تحولت للعنف والتخريب والمطالبة بإسقاط النظام الحاكم حتى تدخل قوات درع الجزيرة لفرض الأمن والأمان في البحرين.

## الجوائز والتكريمات
- شهادة التفوق في ماجستير العلوم السياسية (وزارة التربية والتعليم)، عيد العلم الثامن (1975).
- شهادة التفوق في دكتوراه الفلسفة في العلوم السياسية، فرع (العلاقات الدولية) من وزارة التربية، عيد العلم الرابع عشر.
- «وسام المؤرخ العربي» من الاتحاد العام للمؤرخين العرب (يناير 1987).
- تكريم من جمعية أم المؤمنين بعجمان ووسام «الخدمات المجتمعية» (مارس 2001).
- درع الوفاء لكلية الاقتصاد والعلوم السياسية القاهرة ديسمبر 2005.
- شهادة سفيرة للسلام نيويورك أكتوبر 2003.

في 1 ديسمبر 2020 قام محافظ محافظة العاصمة هشام بن عبد الرحمن آل خليفة بتكريم الزياني التي كانت أول دبلوماسية بحرينية وذلك بمناسبة يوم المرأة البحرينية.
كرم نائب رئيس مجلس الأمناء المدير التنفيذي لمركز عيسى الثقافي خالد بن خليفة آل خليفة الزياني على اعتبارها أول امرأة في تاريخ البحرين تؤلف كتابا مطبوعا.

## المؤلفات
- البحرين من الحماية إلى الاستقلال الفترة 1783-1973.[10]
- البحرين بين الاستقلال السياسي والانطلاق الدولي.[11]
- علاقات المملكة العربية السعودية بدول الخليج (الحقبة الفيصلية) رسالة دكتوراه.
- العلاقات السعودية الإيرانية.
- تطور أحداث منطقة الخليج وانعكاسها على موضوع الجزر الثلاث (طنب الصغرى وطنب الكبرى وأبو موسى) 1993.
- ملامح من حياة الشيخ محمد بن خليفة آل خليفة (الحاكم الرابع من آل خليفة) 1843-1868 عن بحث مقدم (لمؤتمر البحرين عبر التاريخ 1983).
- تأصيل التعاون بين دول الخليج (ورقة بحث أعدت) 1984.
- تطور العلاقات الحديثة بين البحرين والمملكة العربية السعودية (بحث أعد لاجتماع مؤرخي دول الخليج في مسقط 2001).
- محاور الصراع في الحرب بين العراق وإيران (1985).

والكثير من البحوث والدراسات في قضايا المرأة والدفاع عن حقوقها.